# Trioza salictaria
Trioza salictaria är en insektsart som beskrevs av Loginova 1964. Trioza salictaria ingår i släktet Trioza och familjen spetsbladloppor. Inga underarter finns listade i Catalogue of Life.